# أولاد عامر (أولاد حمو)
أولاد عامر هو دُوَّار يقع بجماعة ميات، إقليم قلعة السراغنة، جهة مراكش آسفي في المملكة المغربية. ينتمي الدوّار لمشيخة أولاد حمو التي تضم 6 دواوير. يقدر عدد سكانه بـ 778 نسمة حسب الإحصاء الرسمي للسكان والسكنى لسنة 2004.

## روابط خارجية
- البوابة الوطنية للجماعات الترابية
- المندوبية السامية للتخطيط